# Ghadamès
Ghadamès (en arabe : غدامس) est une ville et une oasis du désert en Libye, à 650 km de Tripoli, à la frontière de la Tunisie et de l’Algérie. Une des premières villes fortifiées du Sahara, son architecture est conçue pour résister au climat extrême du désert. L’ancienne ville est inscrite sur la liste du patrimoine mondial de l’UNESCO depuis 1986. Elle est également connue sous le nom de « Perle du désert ».

## Géographie
Ghadamès se trouve à la frontière entre l'Algérie et la Libye, à 6 km au nord de la ville algérienne de Debdeb.
L'oasis compte environ 10 000 habitants, principalement berbères. Leurs langue est le ghadamsi.

## Histoire
Il existe des traces d’habitations du paléolithique et du néolithique (environ 10 000 ans)
- 19 av J.-C. : Une garnison romaine s'y établit. La ville est baptisée Cidamus.
- 70 : Valerius Flaccus.
- IVe et Ve siècles : Cidamus devient un évêché sous l’empire byzantin.
- 667 : Invasion arabe. Territoires appartenant à l’Ifriqiya (Tunisie actuelle)
- 1911 : Victoire de l'Italie face à l'empire ottoman; Ghadamès est sous contrôle de la puissance coloniale italienne
- 1943 : Ghadamès est prise par les Français libres. Dégâts importants dans la ville pendant la Seconde Guerre mondiale.
- 1951 : La ville est intégrée au territoire de la Libye nouvellement indépendant.
- 1955 : Départ des dernières troupes françaises.
- 1986 : Les vieilles maisons sont abandonnées pour la nouvelle ville. Le site de la vieille ville est inscrit sur la liste du patrimoine mondial de L'UNESCO.

## Guerre civile libyenne
En juin 2011, la ville historique est pilonnée par les forces de Mouammar Kadhafi pendant la guerre civile. L'UNESCO réitère sa demande de protection du site historique.

## Architecture
Toutes les maisons sont faites en toub, briques d'argile et d'écorces de palmiers, sur deux étages. Le passage d’une maison à l’autre se fait par des allées couvertes par les toits attachés les uns aux autres. La circulation de l’air, nécessaire par chaleurs extrêmes, se fait par des lucarnes percées sur les toits.
La ville est constituée de sept quartiers. On passe de l’un à l’autre en franchissant une porte en bois. Il existe plusieurs enclos à l’air libre qui étaient les lieux de rassemblement et les places des marchés.
Même si la vieille ville est désertée, les vieux Ghadamsis s’y retrouvent encore pour discuter à l’abri du soleil, quand la température atteint 50 °C à l'ombre, en savourant des dattes accompagnées d’un verre d’eau.

Panorama de l'ancien Ghadamès

## Fondation légendaire
Les razzias quotidiennes amenaient les cavaliers à parcourir le désert sur des centaines de kilomètres. Un jour, la jument assoiffée d’un des cavaliers refusa d’avancer et se mit à frapper le sol jusqu'à ce que l’eau jaillisse sous ses sabots. Elle fut baptisée « Source de la jument ». Un conflit éclata parmi les cavaliers et ceux qui se séparèrent du groupe revinrent à la source miraculeuse pour y édifier la ville.

## Culture
Chaque année, au mois de novembre, trois jours durant, un festival se tient où se succèdent spectacles et danses faisant revivre le ksar.
- Musée de Ghadamès, musée archéologique.